# Северное полушарие

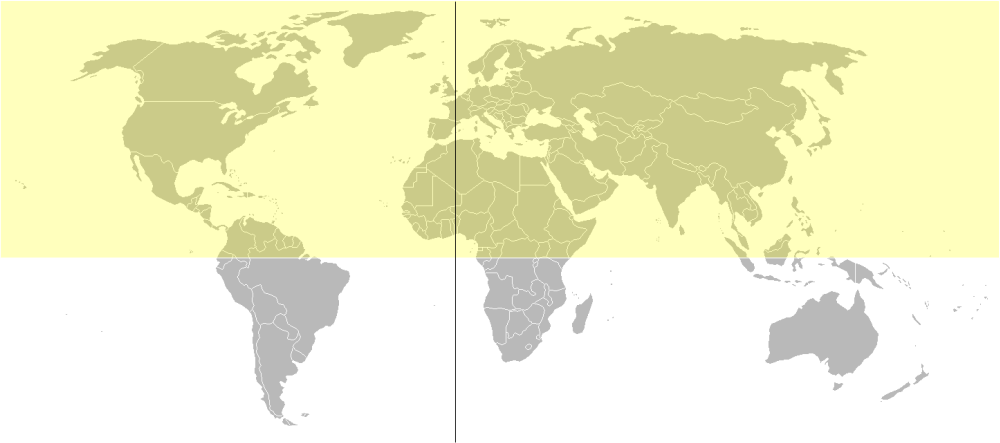
Северное полушарие выделено жёлтым цветом

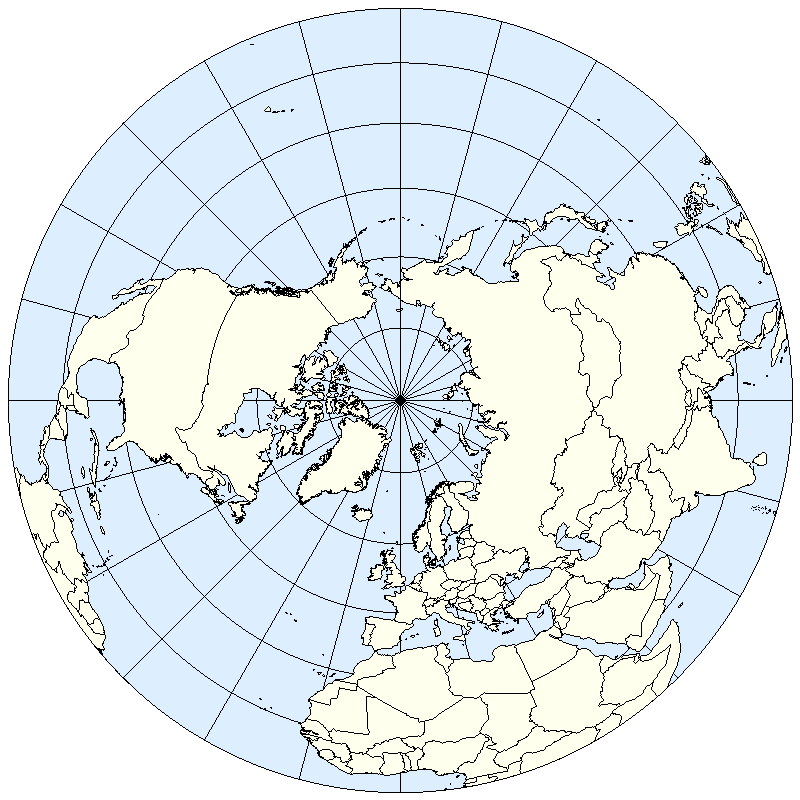
Северное полушарие

Се́верное полуша́рие — часть Земли, расположенная к северу от экватора. Поверхность на 60,7 % состоит из воды. На ней расположено 67,3 % суши и живёт около 90 % населения Земли.

## Особенности
Лето в Северном полушарии длится с июня по август, а зима — с декабря по февраль. Из-за действия силы Кориолиса ветер в циклонах, ураганах в Северном полушарии направлен против движения часовой стрелки, в то время как в антициклонах — в обратную сторону. В Северном полушарии сосредоточено значительно больше суши, чем в Южном (67 % против 33 % соответственно).
Климат в Северном полушарии незначительно смягчается из-за того что Земля 3 января проходит через ближайшую к Солнцу точку своей орбиты, а летом находится на наибольшем удалении от Солнца.

## Континенты и страны в Северном полушарии

### Европа
Все страны, за исключением некоторых заморских территорий Франции, Великобритании и Норвегии (остров Буве), не относящихся в географическом смысле к Европе, но являющихся частью этих государств или находящихся под их суверенитетом.

### Азия
Все страны, за исключением Восточного Тимора, бо́льшей части Индонезии и маленькой части Мальдив.

### Северная Америка
Все страны, за исключением некоторых территорий США, не относящихся в географическом смысле к Северной Америке, но находящихся под управлением правительства Соединённых Штатов.

### Южная Америка
Некоторые страны:
- полностью:

Венесуэла
Гайана
Суринам
Французская Гвиана
- частично:

Бразилия
Колумбия
Эквадор

### Африка
В Северном полушарии расположена бо́льшая часть материка (около ⅔ территории) — некоторые страны:
- полностью:

Алжир
Бенин
Буркина-Фасо
Гамбия
Гана
Гвинея
Гвинея-Бисау
Джибути
Египет
САДР (частично признанное государство)
Кабо-Верде
Камерун
Кот-д'Ивуар
Либерия
Ливия
Мавритания
Мали
Марокко
Нигер
Нигерия
Сенегал
Судан
Сьерра-Леоне
Того
Тунис
ЦАР
Чад
Эритрея
Эфиопия
Южный Судан
- частично:

Габон
Демократическая Республика Конго
Кения
Республика Конго
Сан-Томе и Принсипи
Сомали
Уганда
Экваториальная Гвинея

### Океания
Некоторые страны:
- полностью:

Маршалловы острова
Палау
Федеративные Штаты Микронезии
- частично:

Кирибати